# Schwarzach (Rednitz)
Die Schwarzach ist ein ganzjähriges und etwas über 55½ Kilometer langes Fließgewässer der 2. Ordnung. Er ist ein rechter Nebenfluss der Rednitz zwischen Neumarkt in der Oberpfalz und Schwabach in Bayern.

## Name
Im Oberlauf wird diese Schwarzach auch „Vordere Schwarzach“ genannt, um sie von dem gleichnamigen Nebenfluss der Altmühl zu unterscheiden, die ihrerseits deshalb „Hintere Schwarzach“ genannt wird. Beide Flüsse kommen sich auf weniger als fünf Kilometern nahe.
Der Name setzt sich zusammen aus dem Bestimmungswort „schwarz“ für die dunkle Farbe des Flusswassers nach der Schneeschmelze, wenn es zahlreiche Sedimente mitschwemmt, und aus dem Grundwort „Ache“, einer keltisch-germanischen Bezeichnung für Bäche und Flüsse.

## Geographie

### Quellbäche
Die Schwarzach geht aus den beiden im Vorland der Fränkischen Alb am Tyrolsberg im Westen von Neumarkt entspringenden Bächen Irlgraben und Altweihergraben hervor, die sich im Dorf Woffenbach von Neumarkt in der Oberpfalz zur Schwarzach vereinigen.

#### Irlgraben
Der Irlgraben bildet den linken Quelllauf und entsteht auf etwa 515 m ü. NHN westlich des Kirchdorfes Rittershof von Neumarkt in der Oberpfalz am Nordostabhang des höchsten Tyrolsberg-Gipfels Großberg (571 m ü. NHN). Der Bach fließt durchweg ostsüdöstlich, ehe er am westlichen Siedlungsrand von Neumarkt-Woffenbach nach etwa 3,8 km mit dem rechten Altweihergraben auf etwa 425 m ü. NHN zur Schwarzach zusammenfließt.

#### Altweihergraben
Der rechte Altweihergraben entsteht ebenfalls nahe der westlichen Stadtgrenze zur Gemeinde Berngau im Waldgebiet um den Tyrolsberg am Nordostabfall der Hohen Ahnt (525 m ü. NHN) im Gewann Obere Ahnt auf über 460 m ü. NHN. Er läuft richtungsunbeständiger als sein linker Nachbar etwa 2,9 km weit ostwärts und erreicht den Zusammenfluss zuletzt von Südwesten her. Sein Einzugsgebiet umfasst nur etwa 2,5 km².

### Verlauf

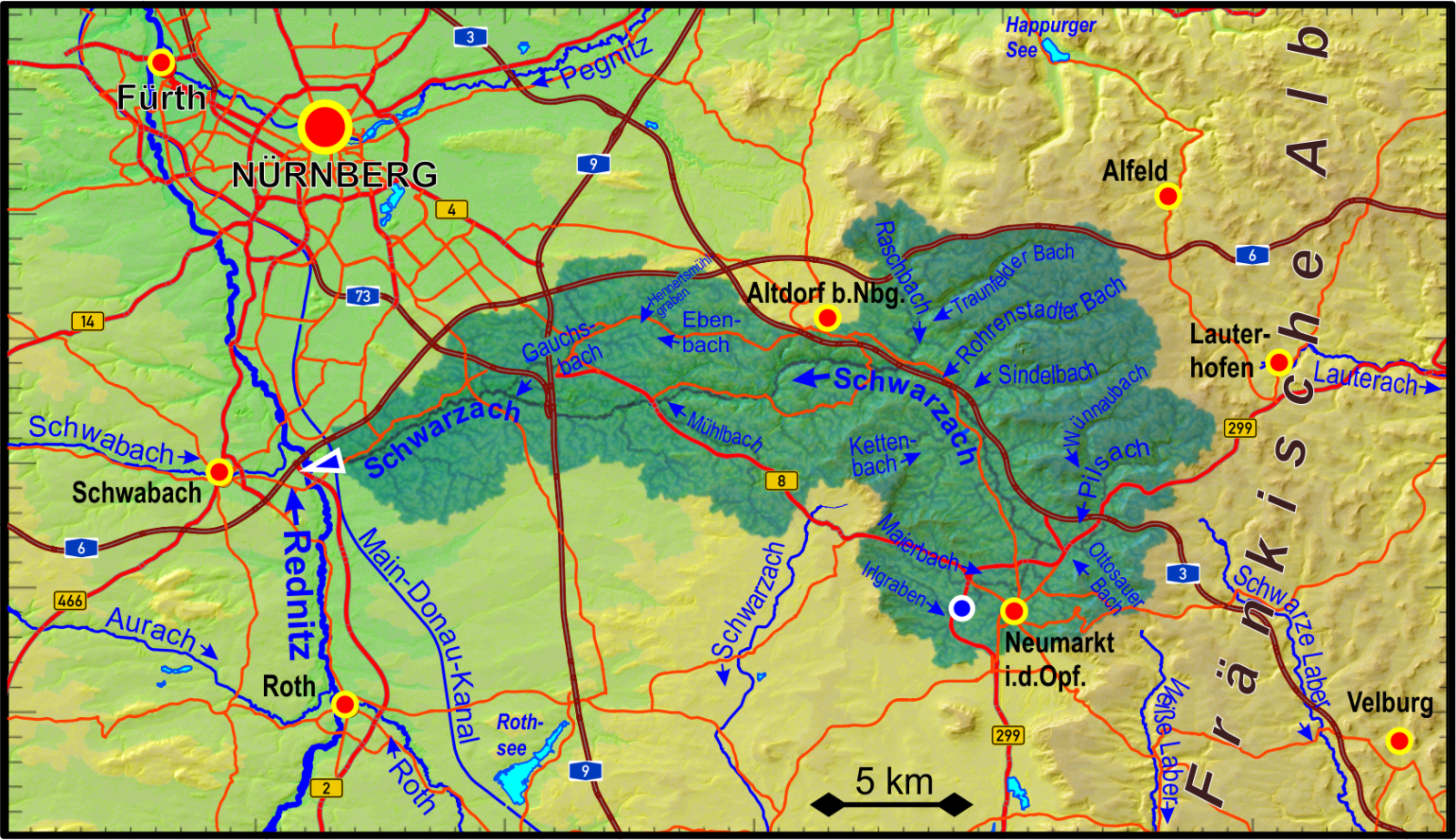
Einzugsgebiet der Schwarzach

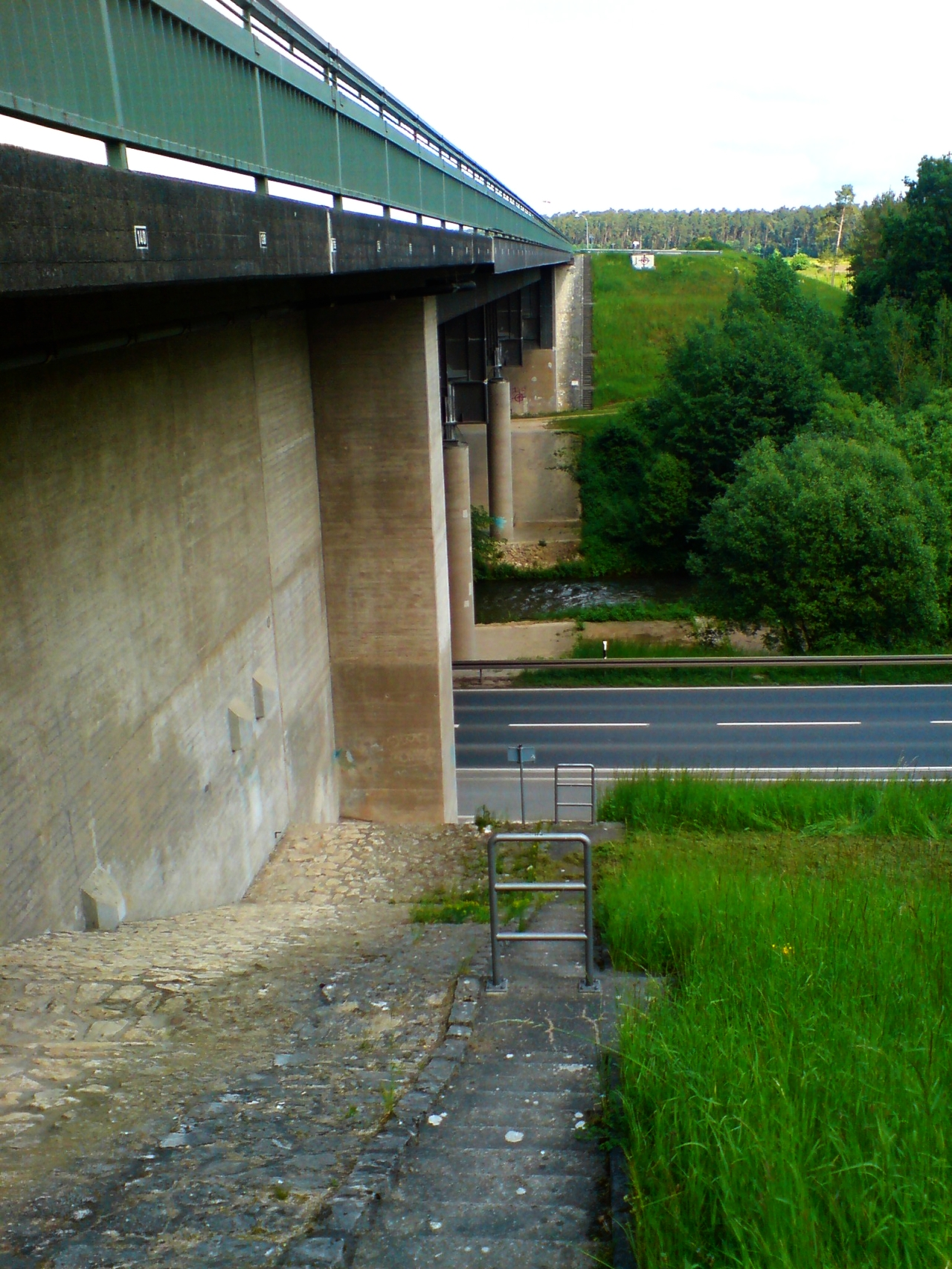
MDK-Brücke über die Schwarzach

Im weiteren Verlauf unterquert die Schwarzach in Neumarkt etwas westlich der Altstadt den Ludwig-Donau-Main-Kanal, dem sie einen Teil ihres Wassers abgibt, und wendet sich dabei schon auf Nordlauf. Im ehemaligen Landesgartenschau-Gelände, dem heutigen LGS-Park, mündet der Maierbach vom Westen kommend, dessen Quellbäche fächerförmig am Westrand des Neumarkter Kirchdorfes Pölling zusammenlaufen und auf einem nordwestlichen Bogen bewaldeter Berge vom Rittershofer Schlossberg im Südwesten bis zu seinem Pöllinger Namensvetter im Nordosten entstehen.
Der Fluss fließt nun nördlich, nimmt als Vorfluter das gereinigte Abwasser aus der Neumarkter Kläranlage auf, danach auf 407 m ü. NHN kurz vor der Beckenmühle die Pilsach aus dem Osten. Danach verlässt er das Stadtgebiet auf Westnordwestlauf, passiert Loderbach und fließt weiter durchs Gemeindegebiet von Berg bei Neumarkt in der Oberpfalz am namengebenden Ort, dann an Meilenhofen, an Oberölsbach, wo der Sindelbach, und an Unterölsbach vorbei, dem gegenüber der Rohrenstadter Bach von rechts zuläuft.
Auf Westlauf tritt er dann in die Stadtgemarkung von Altdorf ein und stößt an Sandsteinfelsen. Kurz vor Rasch fließt hierin von rechts der Raschbach zu und die A 3 quert den Lauf. Ab Grünsberg, nimmt das Tal einen kurzen Versatz nach Süden, dann weitet es sich und die Schwarzach mäandert in weiten Schleifen durch Ort und Gemeinde Burgthann.
Die Schwarzach unterquert danach in der Gemeinde Schwarzenbruck bei Ochenbruck eine Eisenbahnbrücke sowie die Bundesstraße 8, die aus dem unteren Tal des von links auf 407 m ü. NHN mündenden Zuflusses Mühlbach kommt, und fließt nun am Ortsrand von Schwarzenbruck entlang; das Tal ist schmaler, bietet aber noch Platz für Wiesen, über den Hängen beginnt aber jenseits der Siedlungsgrenze der weite Reichswald. Bald stößt die Schwarzach wieder auf Sandsteinfelsen, aus einem Altwasser hat sich in einem Talkessel ein artenreiches Niedermoor gebildet. Zwischen Gsteinach und Markt Feucht hat sie das Naturschutzgebiet Schwarzachklamm geschaffen – hier hat sie ein enges, wild wirkendes Tal mit steilen Sandsteinfelsen durch den Wald gesägt. Hier ist auch der Einleiter für das gereinigte Wasser aus der Schwarzenbrucker Kläranlage.
Unmittelbar danach liegt rechts die große Mülldeponie Feucht-Gsteinach. Die Gewässerqualität der Schwarzach verschlechtert sich nun in diesem Abschnitt vorübergehend zu kritisch belastet. Am Ende der Klamm südlich von Feucht unterquert die Schwarzach den Ludwigskanal ein zweites Mal unter dem Schwarzach-Brückkanal hindurch. Hier weitet sich das Tal wieder, die Schwarzach durchläuft das größtenteils rechts am Hang liegende Röthenbach bei Sankt Wolfgang, wo sie den Gauchsbach aufnimmt und sich dann in dessen Zulaufrichtung nach Südwesten wendet, und fortan von der Gewässergüte her nurmehr als mäßig belastet gilt. Im folgenden Hauptort Wendelstein der Marktgemeinde durchfließt sie den alten Siedlungskern und läuft zwischen Klein- und Großschwarzenlohe durch die Erichmühle. Hier nimmt sie von rechts die geklärten Abwässer der Kläranlage Kleinschwarzenlohe und von links den Lohbach auf. Noch kurz vor ihrer Mündung speist sie die Kraftwerke von Königshammer, Neuses und unterquert dann die Trogbrücke des Main-Donau-Kanals, von dem hier zeitweise zur Hochwasserentlastung der Altmühl (siehe auch: Altmühlüberleiter) Wasser aus der Donau-Main-Überleitung oder der kleinen Roth generativ eingespeist wird. Kurz nach dem Ortsteil Schwarzach, wo sie früher ebenfalls die drei Wasserräder der ehemaligen Nadelfabrik in Schwarzach antrieb, mündet sie nach gut 56 Kilometern Fließweges auf 113 Höhenmetern von rechts in die Rednitz.
Die Schwarzach fließt in ihrem mittleren Teil durch den Nürnberger Reichswald; sie bildet die Grenze zwischen dem Südlichen Reichswald im Süden und dem Lorenzer Reichswald im Norden.

### Zuflüsse
Direkte Zuflüsse, Reihenfolge von der Quelle bis zur Mündung. Auswahl.
- Irlgraben (linker Hauptstrang-Oberlauf)
- Altweihergraben (rechter Nebenstrang-Oberlauf), ca. 2,9 km und ca. 2,5 km²
- Altgraben[10][11][12] (rechts, zwischen Woffenbach und Neumarkt in der Oberpfalz)
- Maierbach (links, in Neumarkt in der Oberpfalz)
- Steinbach (links, zwischen Neumarkt-Eichenmühle und -Schönmühle)
- Pilsach (rechts, bei Neumarkt-Schmermühle), 10,3 km und 35,2 km²
- Feilgraben (links in einen Teilarm, bei Berg bei Neumarkt in der Oberpfalz-Loderbach)
- Tummersbach (links, bei Berg)
- Wittenbach (rechts, gegenüber Berg)
- Wallerbach (rechts, gegenüber Berg-Meilenhofen)
- Kettenbach (links, bei Meilenhofen)
- Gruberbach, am Unterlauf Sollachbach (links, nach Meilenhofen)
- Sindelbach (rechts, durch Berg-Oberölsbach), 7,8 km und 18,0 km²
- Rohrenstadter Bach (rechts, gegenüber Berg-Unterölsbach)
- Raschbach (rechts, bei Altdorf bei Nürnberg-Schleifmühle), 8,3 km und 38,2 km²
- Ammerbach (rechts, bei Schleifmühle)
- Ochsengraben (links, in Altdorf-Rasch)
- Teufelsgraben (links, nach Rasch)

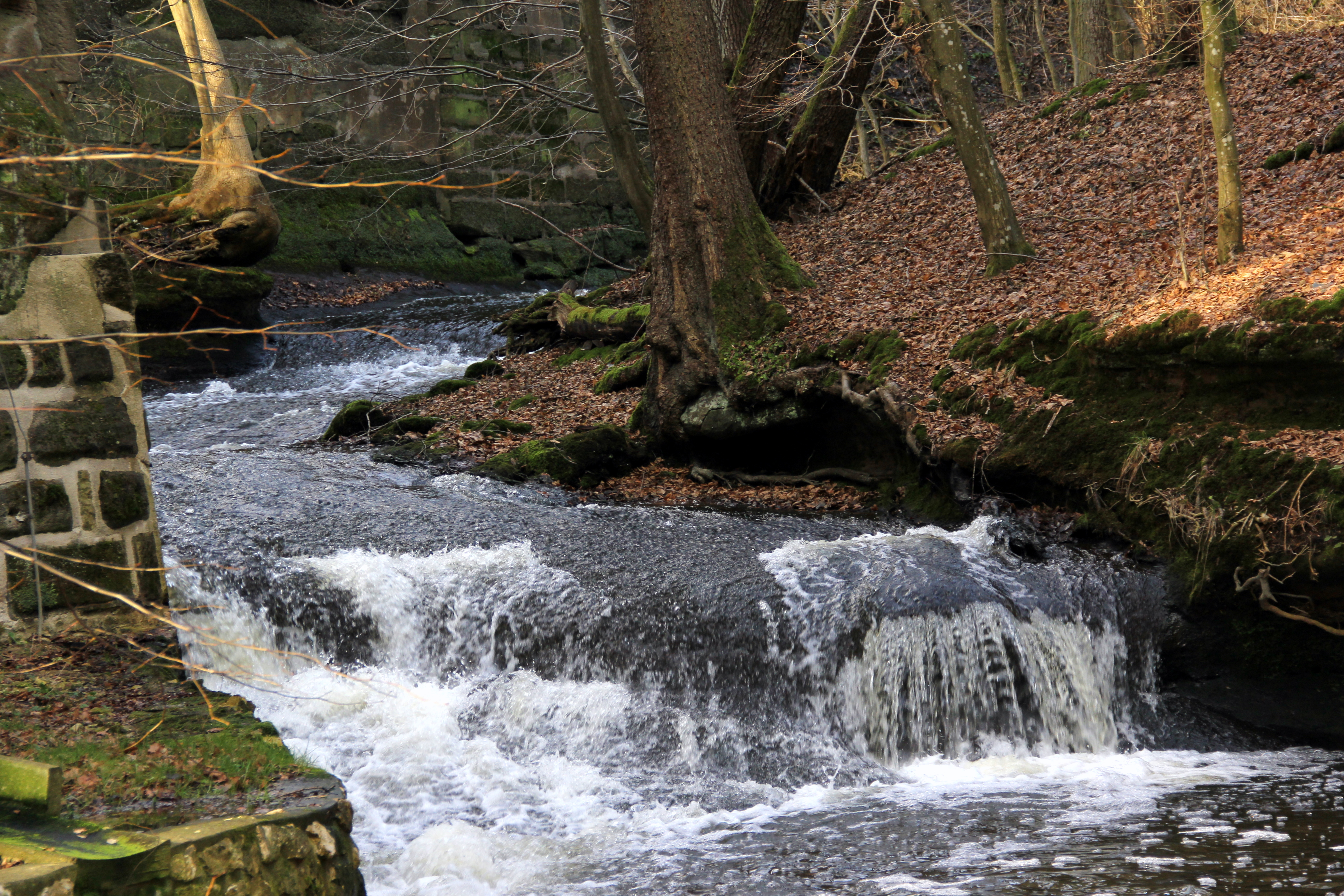
Gauchsbach

- (Bach aus der Teufelskirche von Grünsberg) (rechts, bei Altdorf-Grünsberg)
- Schwarzenbach (links, bei Burgthann)
- Höhenbach (rechts, bei Ochenbruck)
- Mühlbach (links, bei Ochenbruck)
- Gauchsbach (rechts, bei Wendelstein-Röthenbach bei Sankt Wolfgang), 14,7 km mit linkem Oberlauf Ebenbach 37,3 km²
- Lohbach (links, in Wendelstein-Großschwarzenlohe)
- Ödweihergraben (links, nach Wendelstein-Königshammer)
- (Main-Donau-Kanal), zeitweiser Teilzufluss am Kraftwerk Neuses

## Geologie

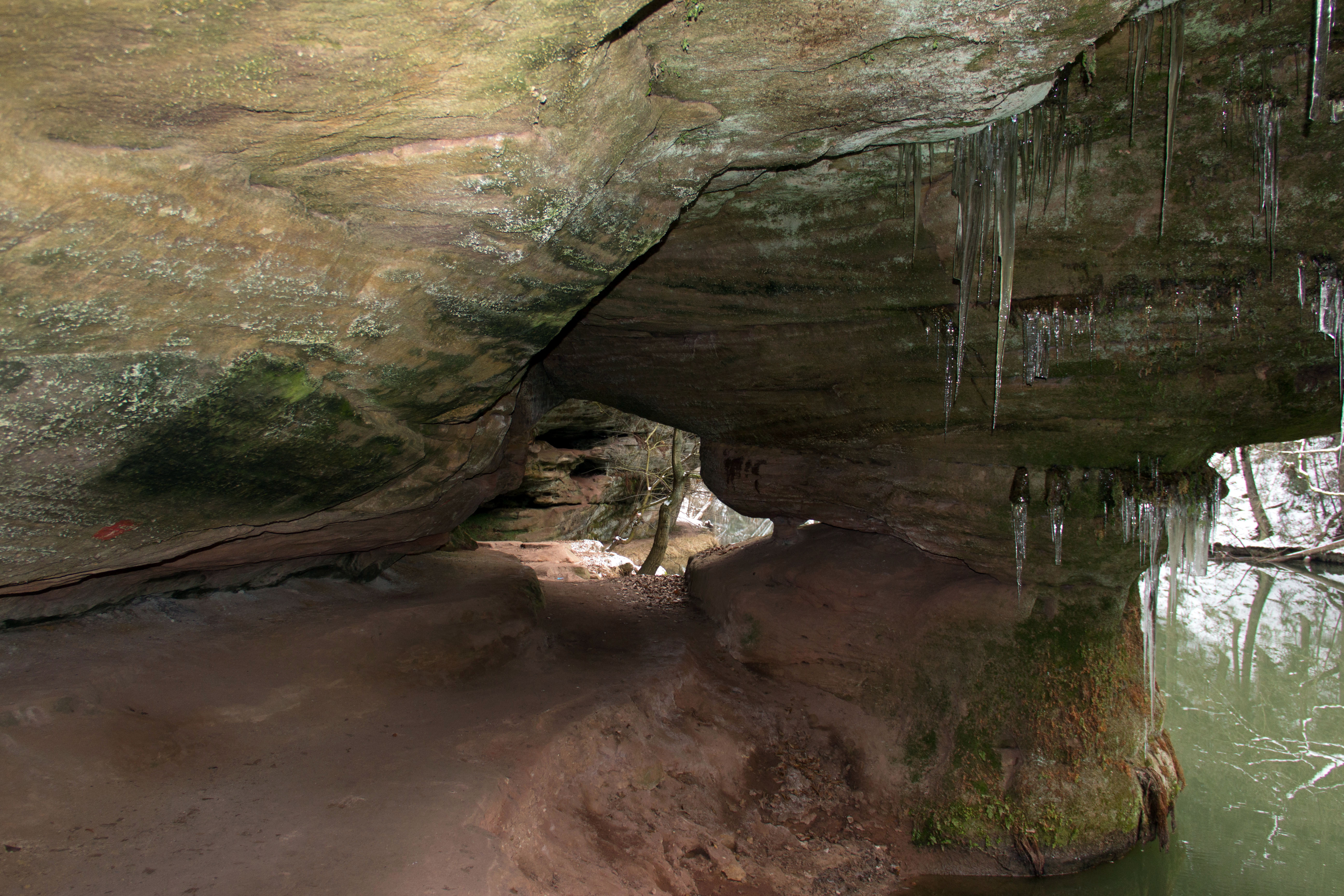
Die Schwarzachklamm im Winter

Die Schwarzach fließt im Grenzbereich der Flusssysteme von Donau und Rhein.
Früher floss sie zur Donau und hat wegen des steileren Gefälles die Richtung zum Rhein hin geändert, der im Vergleich zur Donau viel tiefer fließt.
Dabei musste sie zwei harte Gesteinsschichten des Süddeutschen Schichtstufenlandes durchbrechen und schuf spektakuläre Durchbrüche: den Abschnitt südlich von Altdorf zwischen Rasch und Grünsberg und die Schwarzachklamm zwischen Schwarzenbruck-Gsteinach und Brückkanal bei Feucht.
Das von der Schwarzach geschaffene, häufig enge Tal stößt im Osten und Nordosten an die Fränkische Alb, im Süden und Norden grenzt es an ausgedehnte Wälder, nach Westen hin öffnet es sich zum Rednitztal.

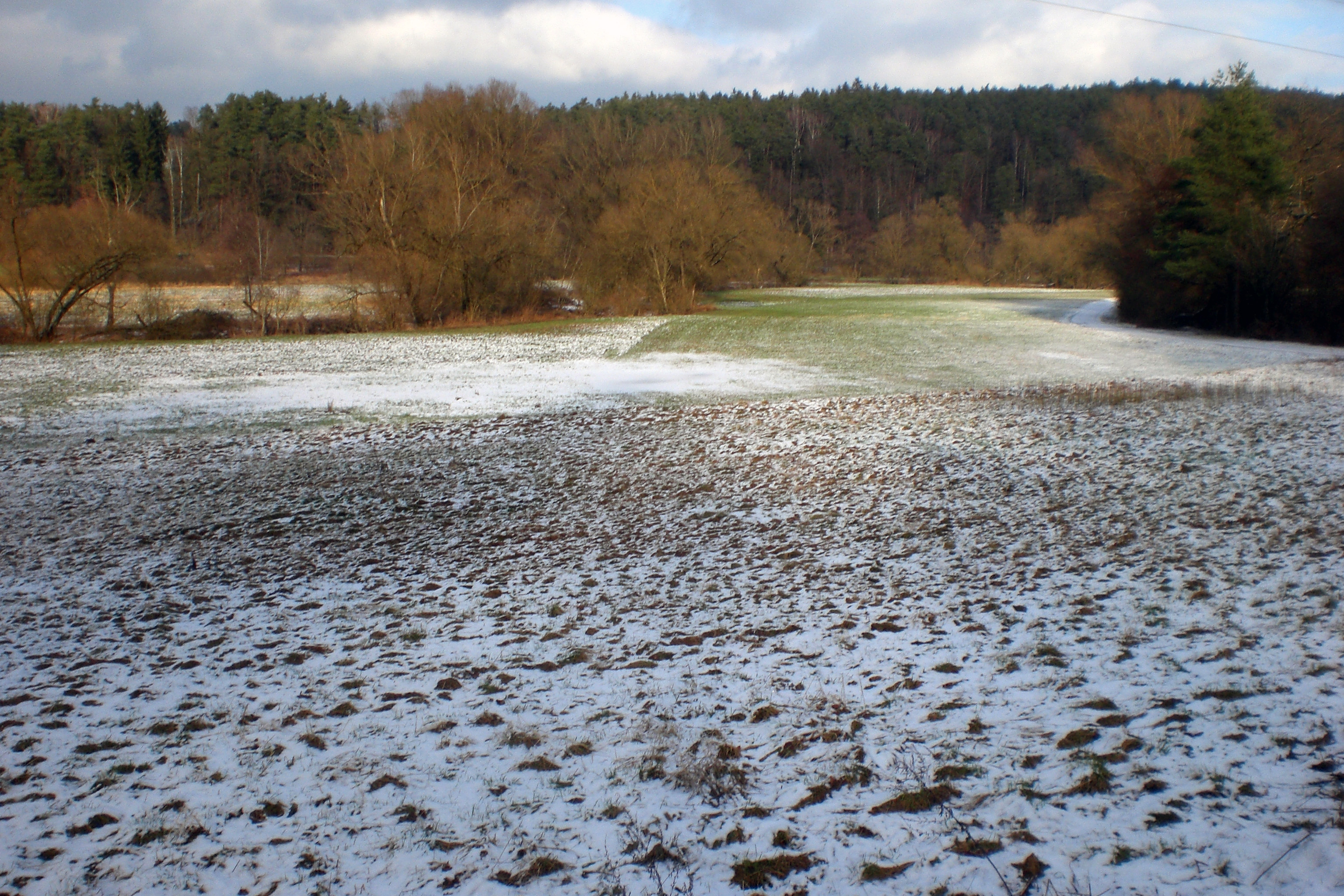
Winterlicher Schwarzachgrund bei Schwarzenbruck (2024)

## Das Schwarzachtal

### Geschichte des Schwarzachtals

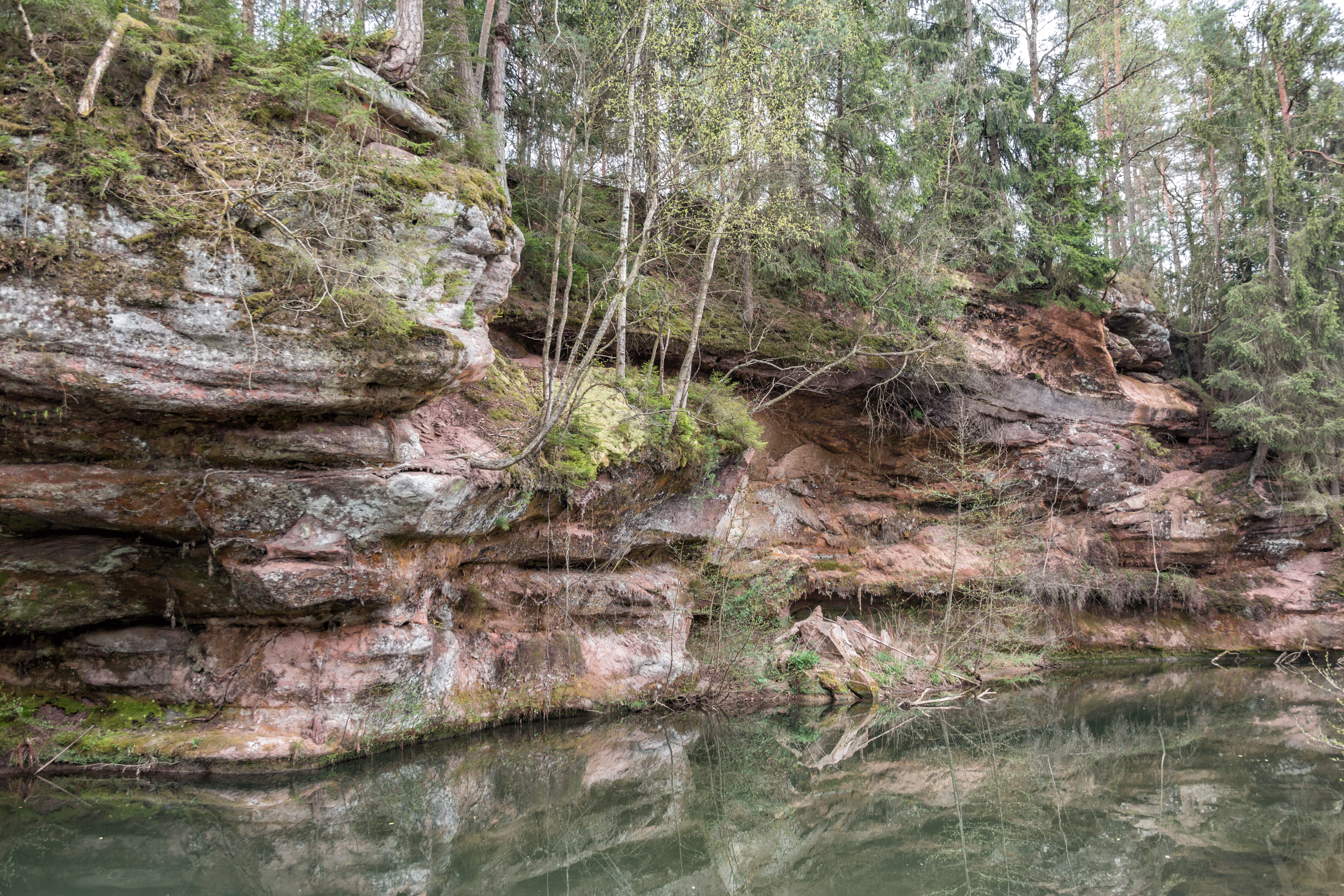
Schwarzachklamm bei Schwarzenbruck

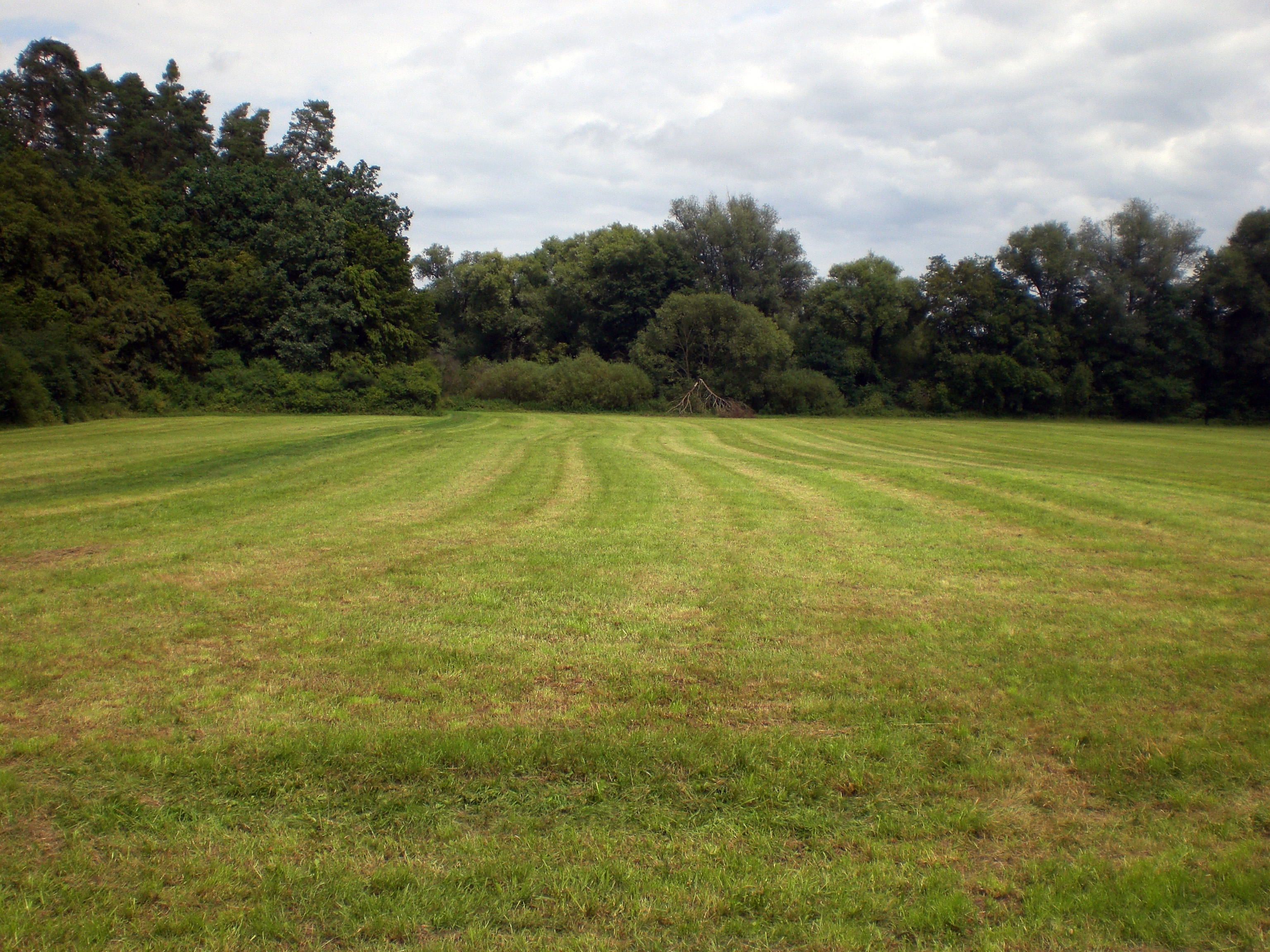
Der Wiesengrund der Schwarzach in Schwarzenbruck (2023)

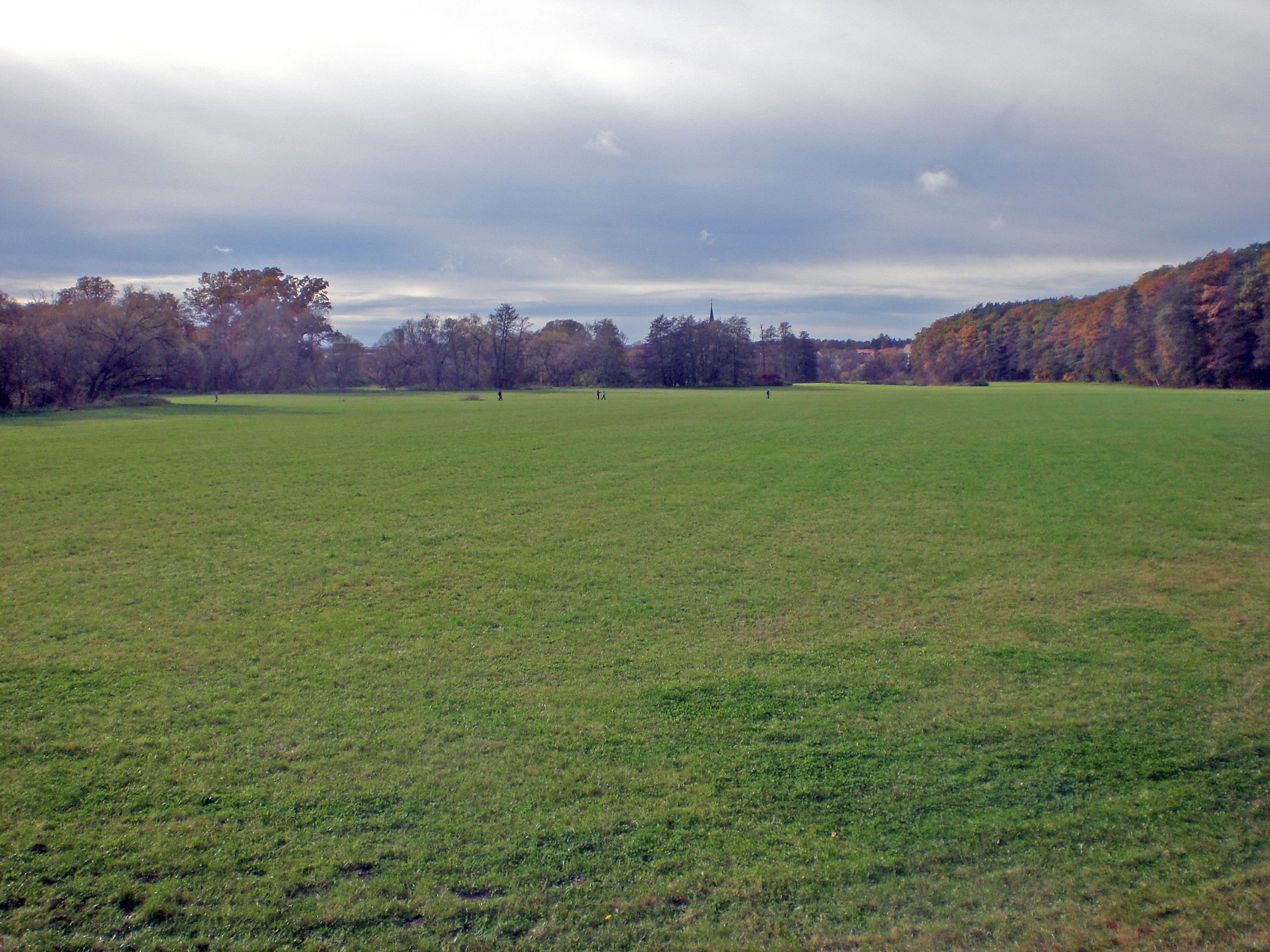
Weiter Wiesengrund der Schwarzach bei Wendelstein (2023)

Um 650 stießen baierische Siedler bis zum Schwarzachtal vor und wurden 725 von den aus Westen kommenden Franken zurückgedrängt.
Die Schwarzach war lange Zeit Grenzgewässer zwischen den Gebieten der Reichsstadt Nürnberg im Norden, der Markgrafschaft Ansbach im Süden und der wittelsbacherischen Oberpfalz im Osten. In diesem Bereich lief die wichtige Handelsstraße von Nürnberg nach Regensburg im Südosten. Röthenbach bei Sankt Wolfgang am Unterlauf der Schwarzach lag an der auch für den Salzhandel wichtigen Handelsstraße nach Augsburg.
Mit der Industrialisierung erlebte auch das Schwarzachtal einen Aufschwung. 1830–1846 arbeiteten Tausende am Bau des Ludwig-Donau-Main-Kanals. Die Trassenführung orientierte sich in diesem Abschnitt am Lauf der Schwarzach. Nach Fertigstellung der Bahnstrecke zwischen Nürnberg und Regensburg im Jahr 1871, die in diesem Bereich ebenfalls der Schwarzach folgte, wurde der Kanal immer weniger genutzt.

### Das Schwarzachtal heute

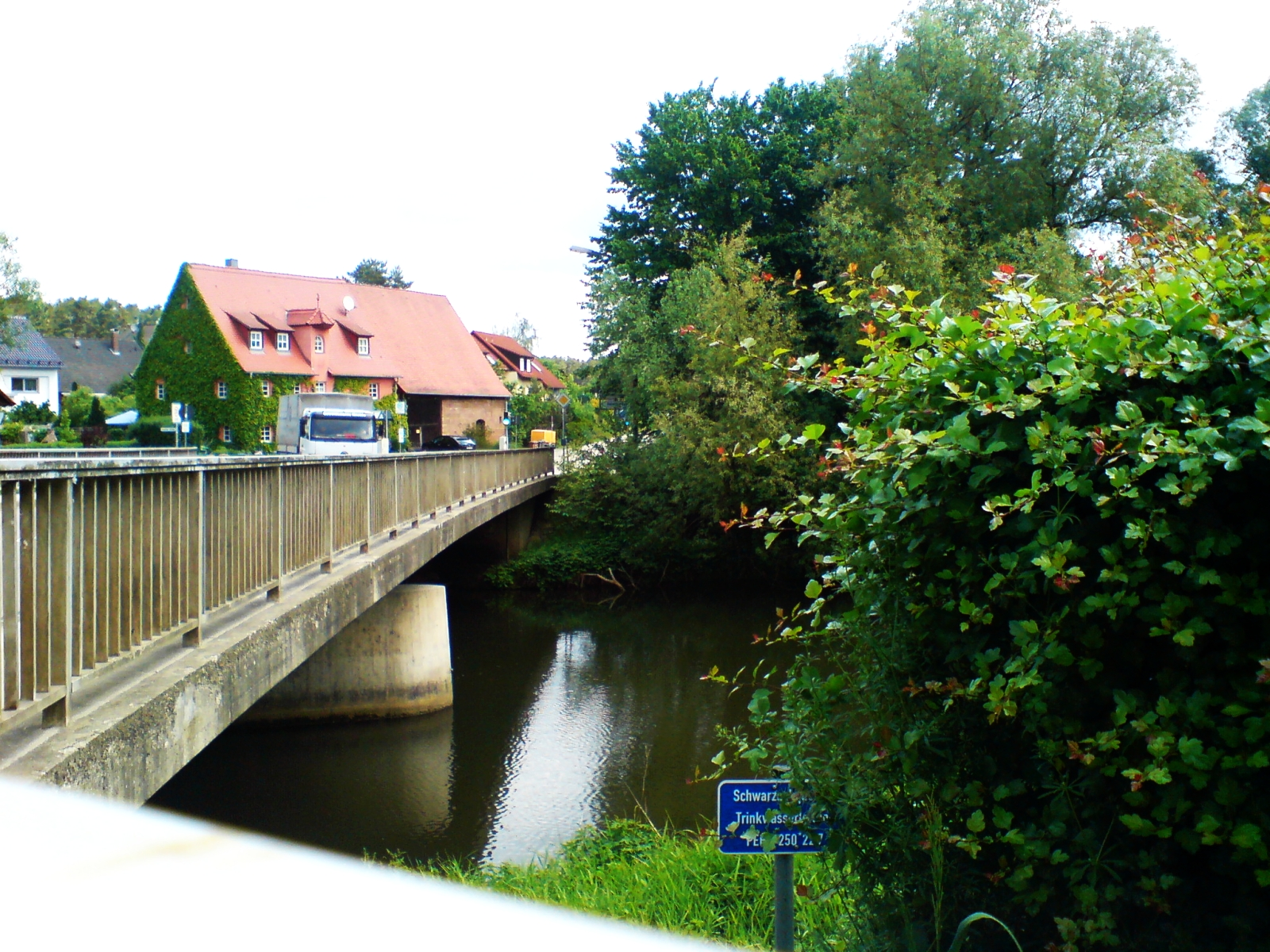
Schwarzach bei Neuses

Das Tal ist auf drei Landkreise und in kleinen Teilen auf zwei kreisfreie Städte verteilt: der östliche, Oberpfälzer Teil um die namengebende Kreisstadt gehört zum Landkreis Neumarkt in der Oberpfalz, der mittlere Lauf durchschneidet von Altdorf bis Feucht den Süden des Landkreises Nürnberger Land und der westliche Teil auf dem Gebiet der Marktgemeinde Wendelstein liegt im Landkreis Roth. Zuletzt mündet der Fluss in einem kleinen Zipfel der kreisfreien Stadt Schwabach östlich der Rednitz, auf einem kleinen Abschnitt grenzt hier auch gegenüber dem Ort Schwarzach auch Nürnberger Gebiet ans rechte Ufer.
Die Bahnlinien und Straßen geben dem Handel und Wandel Orientierungen vor. Die Bahnstrecke von Feucht nach Neumarkt und die Bahnstrecke Feucht–Altdorf sowie die B 8 von Feucht nach Neumarkt erlauben vielfache Verbindungen. So orientieren sich die Orte Feucht, Schwarzenbruck und Burgthann nach Nürnberg, teilweise aber auch nach Neumarkt, Altdorf bildet ein eigenes kleines Zentrum und Wendelstein schaut nach Schwabach. Die Bahnstrecke Feucht–Wendelstein wurde 1955 stillgelegt.
Beispiele für Zusammenarbeit im mittleren Teil sind der 1962 gegründete „Kanalisationszweckverband Schwarzachgruppe“ (Schwarzenbruck, Burgthann, Altdorf) und die „VHS Schwarzachtal“ (Altdorf, Burgthann, Feucht, Leinburg, Schwarzenbruck, Winkelhaid).

## Bauwerke
Entlang der Schwarzach wurden viele Burgen und Schlösser errichtet: die Burg Thann, das Petz’sche Schloss in Schwarzenbruck, Schloss Grünsberg, Burg Wolfstein in Neumarkt und Schloss Kugelhammer bei Röthenbach b. St. Wolfgang. Später erbauten reiche Nürnberger Familien Herrenhäuser. Das Faberschloss in Schwarzenbruck wurde Ende des 19. Jahrhunderts errichtet.
In Gnadenberg wurde das Kloster Gnadenberg, ein Birgittenkloster erbaut, das 1563 aufgehoben und im Dreißigjährigen Krieg von den Schweden zerstört wurde.
Nahe Grünsberg hat 1720 der damalige Schlossherr J. Paumgärtner für seine Gemahlin Sophie eine Quellfassung samt Becken und Treppen errichten lassen.
Am Fluss wurden zahlreiche Mühlen errichtet: bei Neumarkt die Eratsmühle, zwischen Oberölsbach und Gnadenberg die Klostermühle, bei Altdorf die Prethalmühle, zwischen Burgthann und Schwarzenbruck die Hammermühle (1160/90), die Forresmühle (1361) und die Neumühle (1499), das Hammerwerk Kugelhammer bei Röthenbach b. St. Wolfgang und in Wendelstein die Papiermühle.

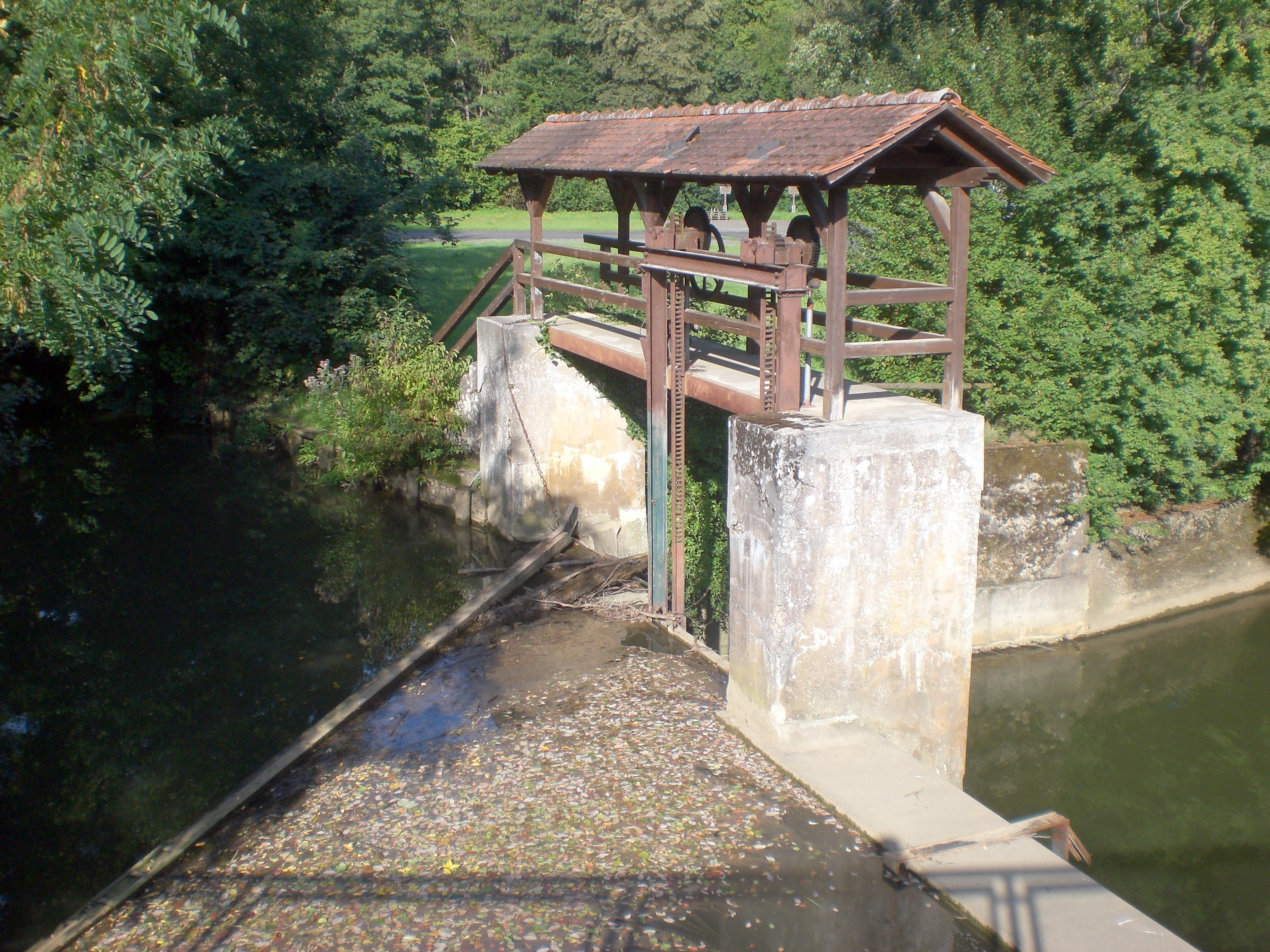
Das Faberwehr in Schwarzenbruck

In Schwarzenbruck befindet sich das Faberwehr. Es diente dem Betrieb einer inzwischen abgebrochenen Sägemühle.
Die im 19. Jahrhundert gebauten Verkehrswege mussten die Schwarzach überqueren: Südlich von Feucht wurde eine Trogbrücke (Brückkanal) und östlich von Ochenbruck eine große Eisenbahnbrücke errichtet. 2005 wurde für die Schnellfahrstrecke Nürnberg–Ingolstadt die neue Schwarzachtalbrücke fertiggestellt.

## Wandern

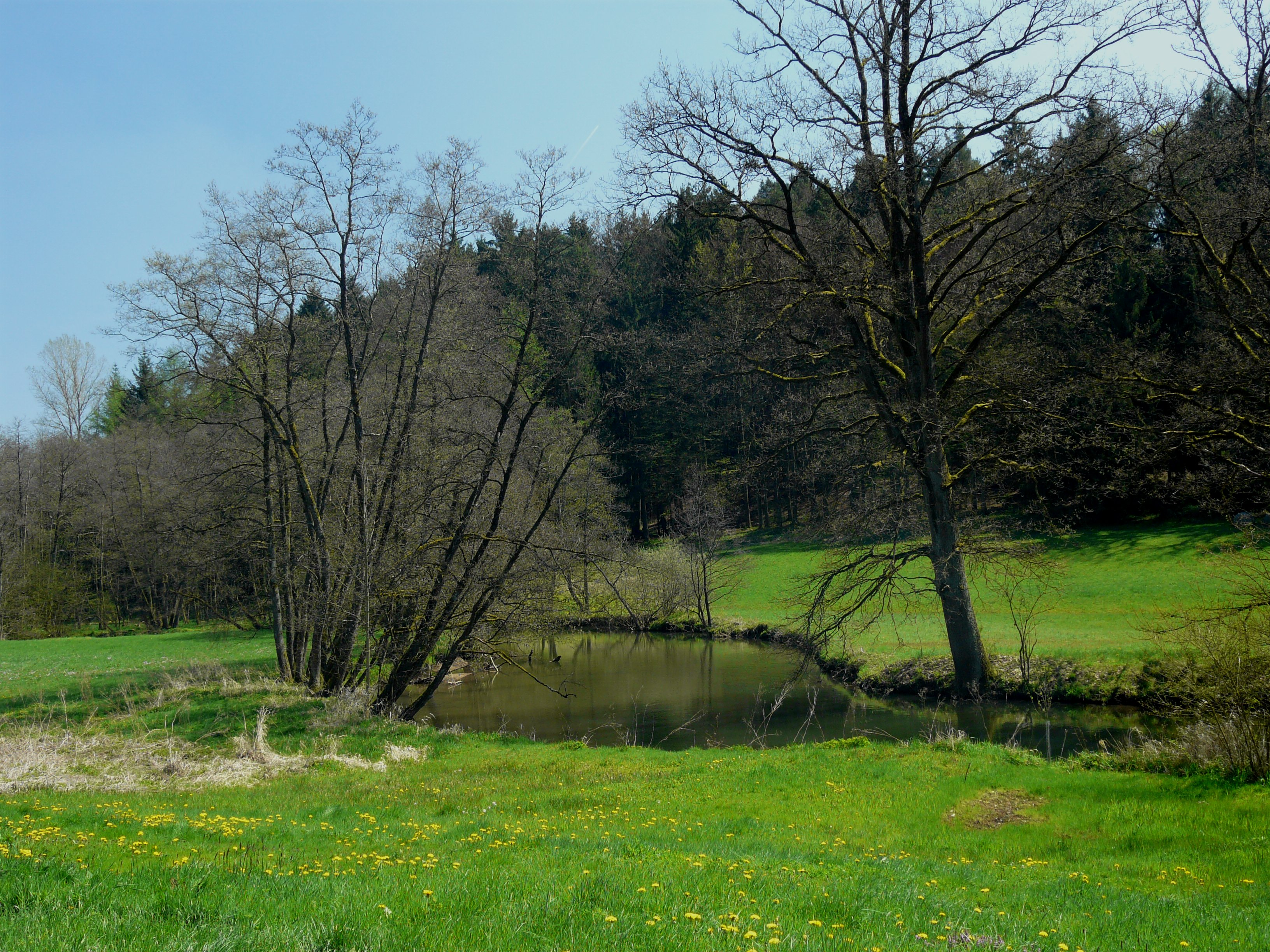
Die Schwarzach bei Altdorf, nahe der Prethalmühle

Das Schwarzachtal bietet sich für Wanderungen an. Zwischen Rasch und Altdorf führt ein Fußweg am Fluss entlang. In den Sandsteinhängen bei Altdorf haben sich sehenswerte Schluchten (Teufelskirche, Löwengrube) gebildet. Zwischen Altdorf und Schwarzenbruck setzt sich der Weg fort (von Grünsberg bis Pattenhofen neben einer Straße) und führt an der weithin sichtbaren Burg Thann vorbei. In Schwarzenbruck stehen sich Faberschloss und Petzschloss am Rand des Schwarzachtals gegenüber. Zwischen Gsteinach und Brückkanal gibt es zwei Wege: einer führt durch die sehenswerte Klamm (mit Gustav-Adolf-Höhle und Karlshöhle), der andere als Höhenweg oberhalb der Klamm entlang durch Wald. Zwischen der mächtigen Kanalbrücke und Röthenbach b. St. Wolfgang gibt es keinen Weg entlang der Schwarzach.
Der Wanderweg durch die Klamm ist nach dem verstorbenen Altbürgermeister Albrecht Frister benannt.
Ein großer Teil des Schwarzachtals wurde vom Fränkischen Albverein als Wanderweg markiert.
Der Jakobsweg Tillyschanz – Nürnberg (FAV-Wegnummer 11, Jakobsmuschel) begleitet die Schwarzach von Oberölsbach über Gnadenberg, Rasch und Prackenfels nach Grünsberg.
Der Schwarzachtalweg (FAV-Wegnummer 50, Blaukreuz) führt ab Prackenfels über Burgthann, Schwarzenbruck und dem Brückanal nach Röthenbach bei St. Wolfgang. Zwischen Röthenbach bei St. Wolfgang und Wendelstein folgt er jedoch dem Ludwig-Donau-Main-Kanal. Ab Wendelstein führt der Wanderweg über Großschwarzenlohe nach Neuses.
Den kleinen Rest zwischen Neuses und der Mündung in die Rednitz begleitet der Dr.-Fritz-Linnert-Weg (FAV-Wegnummer 5, Blaustrich) die Schwarzach.

## Schutzgebiete

### Landschaftsschutzgebiet

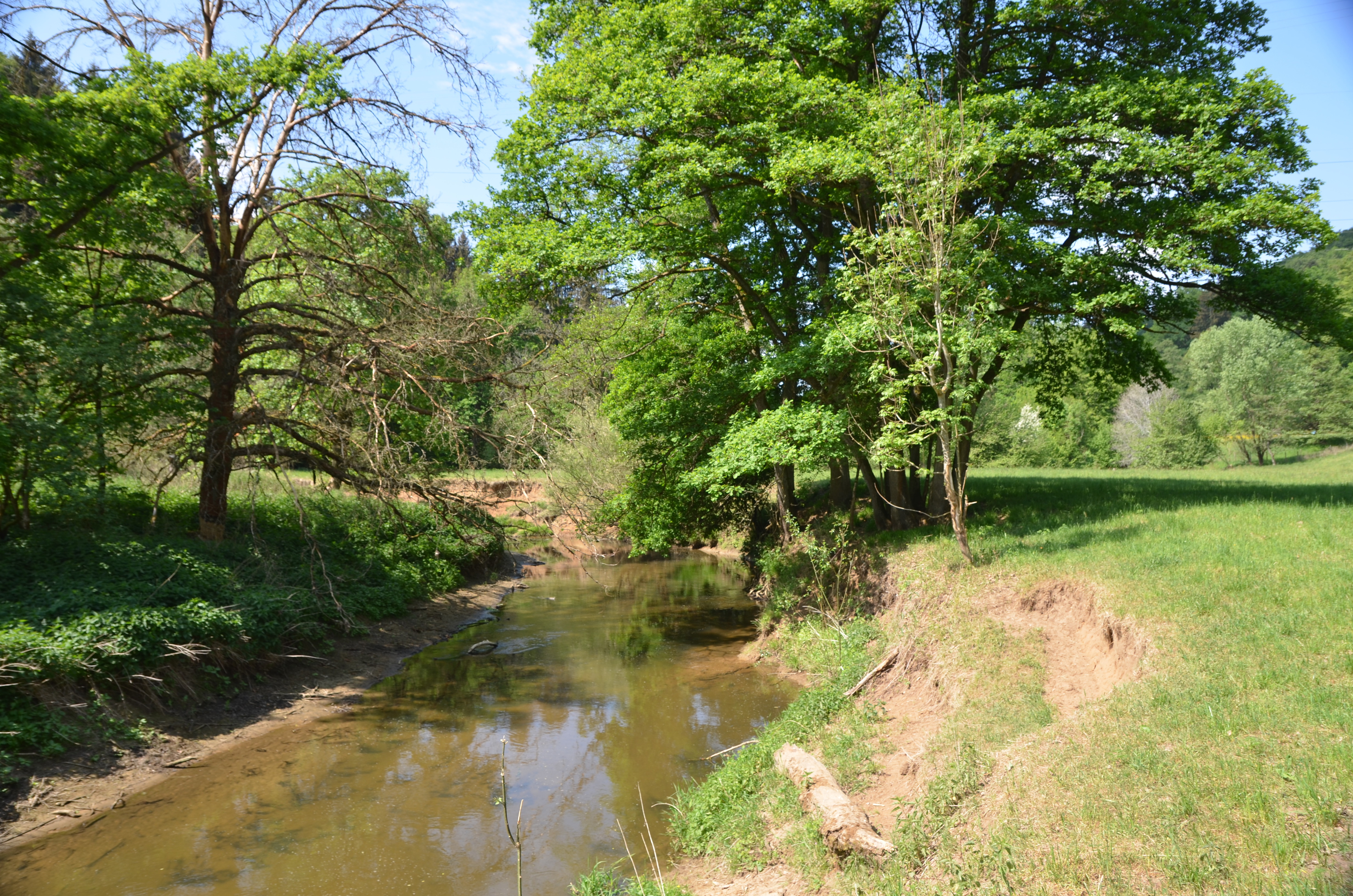
Schwarzach südöstlich von Grünsberg mit typischem Prallhang

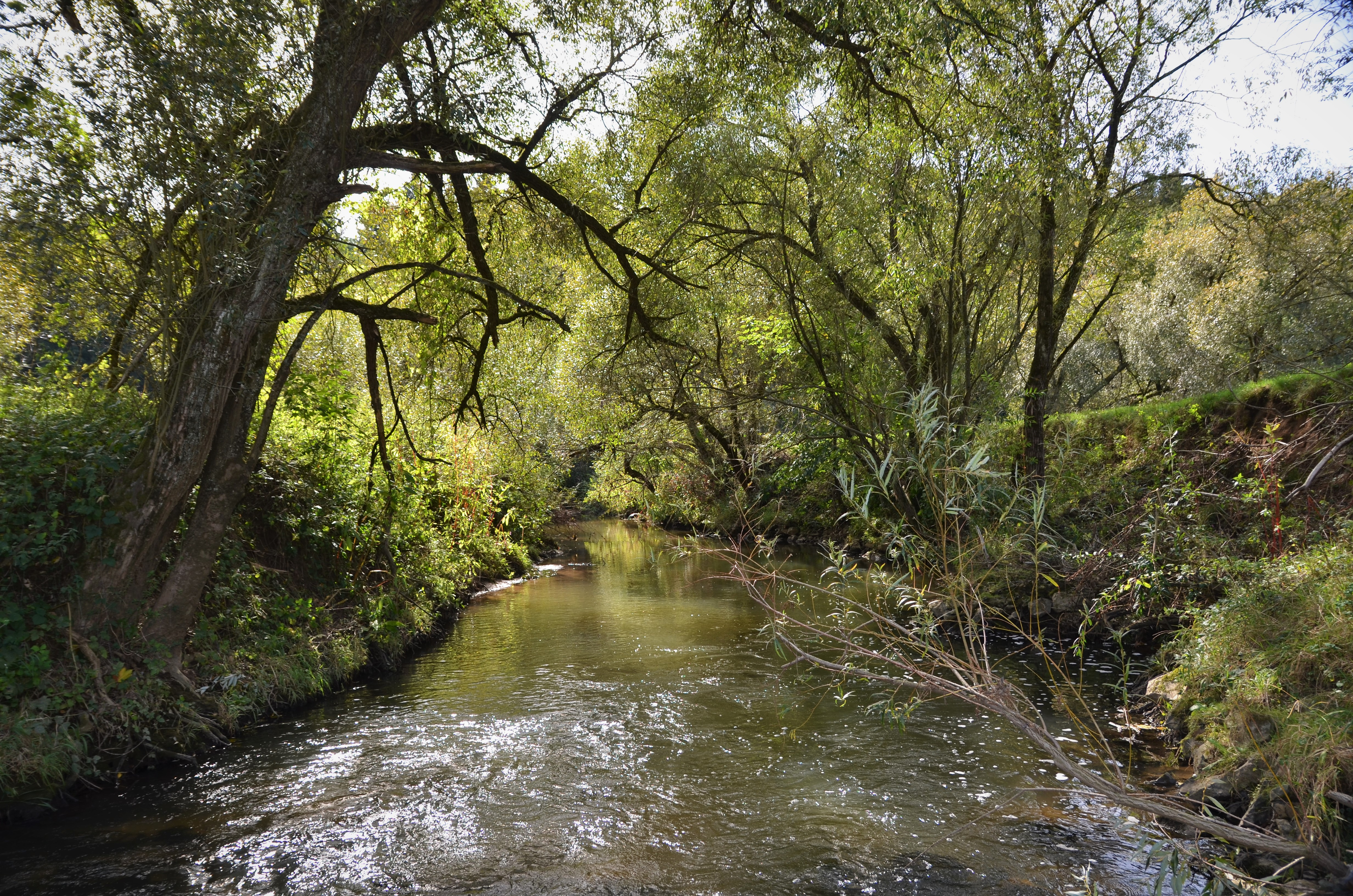
Schwarzach im FFH-Gebiet (NSG 'Schwarzach-Durchbruch' und Rhätschluchten bei Burgthann) nördlich von Burgthann mit Galeriewald bestehend aus Weichholzauen

Das Schwarzachtal mit Nebentälern ist als Landschaftsschutzgebiet mit einer Größe von 3.992 Hektar ausgewiesen.

### FFH-Gebiet
Im Bereich der Gemeinden Schwarzenbruck, Wendelstein, Altdorf und Burgthann befindet sich das 147 Hektar große, europäische FFH-Gebiet NSG 'Schwarzach-Durchbruch' und Rhätschluchten bei Burgthann. Die Schwarzach und ihre Nebenbäche haben sich hier tief in den Sandsteinkeuper bzw. Schwarzen Jura eingeschnitten und klammartige Täler geschaffen, welche einen hohen Waldanteil aufweisen.

### Flora
Folgende Lebensraumtypen stellen Erhaltungsziele des zweiteiligen FFH-Gebietes dar:
- Feuchte Hochstaudenfluren,
- Magere Flachland-Mähwiesen,
- Schlucht- und Hangmischwälder,
- Erlen-Eschen- und Weichholzauenwälder,
- Silikatfelsen mit Felsspaltenvegetation,
- Höhlen (nicht touristisch erschlossen),
- Hainsimsen-Buchenwälder und
- Waldmeister-Buchenwälder.

### Fauna
Lediglich eine Amphibienart, die Gelbbauchunke (Bombina variegata), ist als Erhaltungsziel des FFH-Gebietes an die Europäische Kommission gemeldet worden.
Daneben kommen Feuersalamander (Salamandra salamandra), Grünfrosch und Erdkröte (Bufo bufo) in den naturnahen Quellschluchten vor. Die beiden fließgewässergebunden und gefährdeten Vogelarten Eisvogel (Alcedo atthis) und Wasseramsel (Cinclus cinclus) finden in den Bächen und den angrenzenden Auen geeignete Lebensräume und Nahrung.